# Pilani
Pilani là một thành phố và khu đô thị của quận Jhunjhunun thuộc bang Rajasthan, Ấn Độ.

## Địa lý
Pilani có vị trí 28°22′B 75°36′Đ / 28,37°B 75,6°Đ Nó có độ cao trung bình là 279 mét (915 feet).

## Nhân khẩu
Theo điều tra dân số năm 2001 của Ấn Độ, Pilani có dân số 26.219 người. Phái nam chiếm 52% tổng số dân và phái nữ chiếm 48%. Pilani có tỷ lệ 69% biết đọc biết viết, cao hơn tỷ lệ trung bình toàn quốc là 59,5%: tỷ lệ cho phái nam là 79%, và tỷ lệ cho phái nữ là 57%. Tại Pilani, 14% dân số nhỏ hơn 6 tuổi.